# Sandved
Sandved – miasto w Danii, w regionie Zelandia, w gminie Næstved.